# Nain Singh

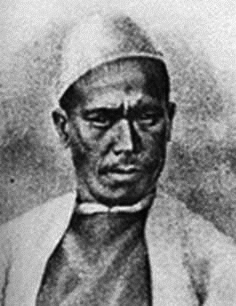
Nain Singh

Nain Singh, född omkring 1830, död 1 februari 1882, var en indisk pandit och upptäcktsresande.
Singh bereste 1855-56 Kashmir och Ladakh men är främst känd som en egentlige pionjären för Tibets utforskande genom sina resor 1865-67 för uppspårande av Brahmaputra och Indus källfloder, variv han en längre tid vistades i Lhasa, samt 1874-75, då han från Ladakh nådde Lhasa och återvände den östligare vägen över Assam.